# Brent Emery
Brent Robert Emery (Milwaukee, 15 de setembre de 1957) va ser un ciclista nord-americà que destacà en proves de pista. Va guanyar la medalla de plata als Jocs Olímpics de 1984 a Los Angeles, encara que només va participar en les rondes classificatòries.

## Palmarès
- 1980
  -  Campió dels Estats Units en Quilòmetre
- 1981
  -  Campió dels Estats Units en Quilòmetre
  - Vencedor d'una etapa a la Volta a Xile
- 1984
  -  Medalla de plata als Jocs Olímpics de Los Angeles en Persecució per equips (amb Leonard Nitz, Patrick McDonough, David Grylls i Steve Hegg)